# 박주원 (1958년)
박주원(朴柱源, 1958년 10월 6일~)은 대한민국의 정치인이다. 민선 4기 제11대 경기도 안산시장을 역임하였다. 국민의힘 소속이다.

## 학력
- 봉암국민학교 졸업
- 영생중학교 (폐교) 졸업
- 전주영생고등학교 졸업
- 고려대학교 법학과 학사 졸업
- 한국방송통신대학교 행정학과 학사 졸업

### 비학위 수료
- 고려대학교 대학원 법학 석사 수료
- 고려대학교 대학원 법학 박사 수료

## 경력
- 수원지방검찰청 특별수사부
- 서울지방검찰청 특별수사부
- 대검찰청 중앙수사부
- 대검찰청 범죄정보기획관실
- 고려대학교 법과대학 강사
- 고려대학교 지방자치법학연구회 회장
- 연세대학교 법무대학원 겸임교수
- 2006.07~2010.06 제11대 경기도 안산시 시장
- 정책네트워크 내일 경기도 실행위원
- 2016.01~2016.01 통합신당 경기도당 위원장
- 2017.01~2017.12 국민의당 경기도당 위원장
- 2017.08~2017.12 국민의당 최고위원
- 2018.02~2018.06 바른미래당 경기도당 안산시 상록구 갑 지역위원장
- 2020.01~2020.02 미래를향한전진4.0 사무총장
- 2020.05~2020.09 미래통합당 경기도당 안산시 상록구 갑 당협위원장
- 2020.09~국민의힘 경기도당 안산시 상록구 갑 당협위원장
- 2021.12~2022.01 국민의힘 경기도 살리는 선거대책위원회 선거대책위원장단 공동선거대책위원장

## 수상
- 2008 대한민국 최고의 목민관상 종합대상
- 2008 제1회 섬김이 대상 대통령 표창
- 2009 대한민국 인권상 공무원 단체부문

## 저서
- 2003.07.15 범죄정보체계론 - 수사연구사
- 2006.02.15 특수수사 정보론 - 수사연구사
- 2009.08.14 실용적 지방자치론 - 희망제작소
- 2014.03.03 어떤 희망이 절망을 위로했다 - 씽크파워

## 역대 선거 결과
|  | 51.23% |

|  | 0% |

|  | 12.80% |

|  | 0% |

|  | 24.03% |

|  | 13.87% |

|  | 38.06% |